# Norra Kasern
| Norra kasern. |  | Minnessten. |
| Norra kasern. |  | Minnessten. |

Norra Kasern är en välbevarad kasernbyggnad i norra delen av centrala Kristianstad som är byggnadsminne sedan 1967.
Kristianstad var en av fem fästningsstäder i Sverige vid 1700-talets mitt. I dessa städer uppfördes särskilda kasernbyggnader för förläggning av soldater. Norra kasern, byggdes under åren 1754-1768. Byggnaden har fasader i tegel och ett tidstypiskt brutet tak. Kasernbyggnaden är väl bevarad exteriört som interiört. Byggnadens planlösning är oförändrad efter blocksystemets principer. Trapphusen tillsammans med åtta logementsalar, fyra på varje våningsplan, bildar egna  slutna enheter, block. Norra kasern är kasernbyggnaden som har planlösningen i behåll. Troligen var överintendent Carl Hårleman ansvarig för fästningsbyggnadens ritningar. Han var en av tidens mest tongivande arkitekter. Framför kasernbyggnaden finns en minnessten över Napoleonkrigen där kasernens tidigare regemente, Wendes artilleriregemente (senare A 3) utmärkte sig i strid.
Kristianstad kommuns beskrivning av området och detaljplan för området runt Norra kasern Plan för del av Norra staden.